# Indigofera tristis
Indigofera tristis är en ärtväxtart som beskrevs av Ernst Meyer. Indigofera tristis ingår i släktet indigosläktet, och familjen ärtväxter. Inga underarter finns listade i Catalogue of Life.